# برونو أوسكار كازانوفا
برونو أوسكار كازانوفا (بالإسبانية: Bruno Óscar Casanova)‏ (10 أغسطس 1984 في الأرجنتين - ) هو لاعب كرة قدم أرجنتيني في مركز الوسط. لعب مع فيرو كاريل أويستي ونادي خورخي ويلسترمان ويونيون دي سانتا في وChengdu Tiancheng F.C. ‏ وديبورتيفو كوينكا وClub Atlético Temperley ‏ وMaccabi Ironi Bat Yam F.C. ‏ ويونيون لا كاليرا.

## وصلات خارجية
- برونو أوسكار كازانوفا على موقع قاعدة بيانات كرة القدم.إي يو (الإنجليزية)
- برونو أوسكار كازانوفا على موقع Soccerway.com (الإنجليزية)